# Alfred Tarski
Alfred Tarski (Varšava, 14. siječnja 1901. – Berkeley, 26. listopada 1983.), poljsko-američki logičar i matematičar, najpoznatiji po radu u područjima teorije modela, metamatematike i algebarske logike.

## Životopis
Podrijetlom iz obitelji židovskih korijena, rođen je u Varšavi koja je tada bila u sastavu Ruskog Carstva. Studirao je matematiku i filozofiju na Sveučilištu u Varšavi. Doktorira 1924. Ženi se 1929. U trenutku izbijanja Drugog svjetskog rata je na kongresu u SAD-u, gdje ostaje i tokom ratnih godina, a obitelj je primorana ostati u Poljskoj. Pridružuju mu se u Kaliforniji tek 1946. po završetku rata. 
Nekoliko godina predaje na Harvardu, zatim prelazi na Berkeley. Do kraja života je profesionalno vezan za Berkeley, gdje je utemeljio istaknutu školu za logička i matematička istraživanja. Znatan doprinos je dao i apstraktnoj algebri, topologiji, matematičkoj logici, teoriji skupova i analitičkoj filozofiji. S Abrahamom Robinsonom je razvio matematičku teoriju modela. Smatra se najvećim logičarem 20. stoljeća, nakon Kurta Gödela, a time i jednim od najvećih logičara svih vremena. Utjecao je na vodeće američke analitičke filozofe druge polovice i kraja 20. stoljeća (Donald Davidson, Willard Van Orman Quine).

## Djela
- Pojam istine u formaliziranim jezicima (Pojęcie prawdy w językach nauk dedukcyjnych), 1933.
- O pojmu logičke posljedice (O pojęciu wynikania logicznego), 1936.
- Uvod u matematičku logiku i metodologiju matematike (Einführung in die mathematische Logik und in die Methodologie der Mathematik), 1937.
- Metoda odlučivanja za elementarnu algebru i geometriju (A Decision Method for Elementary Algebra and Geometry), 1948.
- Algebra kardinalnih brojeva (Cardinal Algebras), 1949.
- Nerazriješene teorije (Undecidable Theories), 1953.
- Logika, semantika i metamatematika (Logic, Semantics, Metamathematics), 1956.[1]